# Cigaritis trifurcata
Cigaritis trifurcata is een vlinder uit de familie van de Lycaenidae. De wetenschappelijke naam van de soort is voor het eerst gepubliceerd in 1882 door Frederic Moore.
De soort komt voor in Noord-India (Dharamsala).